# Кэрри Келли
Кэролайн Кин «Кэрри» Келли (англ. Caroline Keene "Carrie" Kelley) — персонаж DC Comics. Дебютировала в графическом романе «Бэтмен. Возвращение Тёмного Рыцаря» и появлялась в его продолжениях «The Dark Knight Strikes Again» и «The Dark Knight III: The Master Race». Она становится новым Робином (англ. Robin) в «Возвращении Тёмного Рыцаря», когда спасает жизнь Бэтмену. Позже, в «The Dark Knight Strikes Again», она принимает личность Кэтгёрл (англ. Catgirl), а в «The Dark Knight III: The Master Race» становится Бэтвумен (англ. Batwoman). Кэрри была первой девушкой, ставшей Робином в истории франшизы о Бэтмене, хотя Джули Мэдисон на короткое время выдавала себя за Робина в рассказе Боба Кейна в Detective Comics #49 (март 1941).

## Критика и наследие
Джеймс Бризуэла из Comic Book Resources отмечал, что внешний вид героини повлиял на образ Дика Грейсона / Робина в «Лего Фильме: Бэтмен». Шон Л. Леалос из Screen Rant поставил Кэрри на 4 место в топе версий Робина и отметил, что «она не пасовала [перед трудностями] и была именно той Робин, которая нужна Бэтмену в этом мире [„Возвращения Тёмного Рыцаря“]».